# 감성다큐 미지수
《감성다큐 미지수》는 2010년 1월 16일부터 2010년 12월 4일까지 방송된 KBS 2TV의 다큐멘터리 프로그램이다.

## 기획 의도
사람, 사물, 현장을 새롭게 해석해 트렌드 이면에 감춰져 있는 사회변화(욕망과 심리구조, 행동양식, 소비패턴 등)를 독창적인 스토리텔링 방식으로 풀어낸 프로그램.

## 방송 시간
| 방송 채널 | 방송 기간                         | 방송 시간                    | 방송 분량 |
| --------- | --------------------------------- | ---------------------------- | --------- |
| KBS 2TV   | 2010년 1월 16일 ~ 2010년 4월 10일 | 매주 토요일 밤 10:15 ~ 11:15 | 1시간     |
| KBS 2TV   | 2010년 5월 22일 ~ 2010년 12월 4일 | 매주 토요일 밤 10:15 ~ 11:15 | 1시간     |
| KBS 2TV   | 2010년 4월 17일 ~ 2010년 5월 8일  | 매주 토요일 밤 10:25 ~ 11:25 | 1시간     |

## 방송 회차
| 회차 | 방송일           | 부제                                                          |
| ---- | ---------------- | ------------------------------------------------------------- |
| 1    | 2010년 1월 16일  | 똑똑한 휴대폰의 탄생                                          |
| 1    | 2010년 1월 16일  | 비빔밥, 그 섞임에 대하여                                      |
| 1    | 2010년 1월 16일  | 여자는 남자보다 운전에 서툰가?                                |
| 2    | 2010년 1월 23일  | 실험 여행, 서울로의 출국                                      |
| 2    | 2010년 1월 23일  | 개가 사람으로 보이십니까?                                     |
| 2    | 2010년 1월 23일  | 버스는 지금도 진화하고 있다                                   |
| 3    | 2010년 1월 30일  | 악녀는 호피를 입는다                                          |
| 3    | 2010년 1월 30일  | 마크로비오틱, 한식과 통하다                                   |
| 3    | 2010년 1월 30일  | 쇼핑공간 진화의 끝, 몰                                        |
| 4    | 2010년 2월 6일   | 부산 일상, 사소하지만 빛나는 순간들                           |
| 4    | 2010년 2월 6일   | 입시 스타, 공부의 신을 찾아서                                 |
| 4    | 2010년 2월 6일   | 당신이 셀카를 찍는 이유?                                      |
| 5    | 2010년 2월 20일  | ‘짐승남 부상’, 복근 열풍                                      |
| 5    | 2010년 2월 20일  | 못 다한 퇴임사                                                |
| 5    | 2010년 2월 20일  | 20도 소주의 비밀                                              |
| 6    | 2010년 2월 27일  | 청춘의 방, 하숙촌 이사 분투기                                 |
| 6    | 2010년 2월 27일  | 이규혁의 다섯 번째 올림픽                                     |
| 6    | 2010년 2월 27일  | 어떤 고향, 이태원                                             |
| 7    | 2010년 3월 6일   | 사하라를 건너는 법                                            |
| 7    | 2010년 3월 6일   | 배삼룡과 아버지                                               |
| 7    | 2010년 3월 6일   | 2010 골목길, 감성지도 만들기                                  |
| 8    | 2010년 3월 13일  | 라면, 요리와 요기 사이                                        |
| 8    | 2010년 3월 13일  | 세 번의 슛, 한 번의 골 - 축구선수 이동국                      |
| 8    | 2010년 3월 13일  | 사하라를 건너는 법 2                                          |
| 9    | 2010년 3월 27일  | 1800제곱미터 위의 동행 - 브라이언 오서                        |
| 9    | 2010년 3월 27일  | 소년의 집 오케스트라의 어느 행복한 날                         |
| 9    | 2010년 3월 27일  | 2010년, 58년 개띠 이야기                                      |
| 10   | 2010년 4월 3일   | 마음을 읽는 청진기                                            |
| 10   | 2010년 4월 3일   | 노비가 쏘아올린 희망 - 드라마 '추노' PD 곽정환                |
| 10   | 2010년 4월 3일   | 지금, 당신이 블루에 끌리는 이유는?                            |
| 11   | 2010년 4월 10일  | 대한민국, 딸과 사랑에 빠지다                                  |
| 11   | 2010년 4월 10일  | 록커, 김태원 나의 기타는 변하지 않았다.                       |
| 11   | 2010년 4월 10일  | 참치 커넥션                                                   |
| 12   | 2010년 4월 17일  | 희망을 부탁해, 1톤 트럭                                       |
| 12   | 2010년 4월 17일  | 사는 게 영화다 - 배우 윤정희                                  |
| 12   | 2010년 4월 17일  | 혜화 動(움직일 동)                                            |
| 13   | 2010년 4월 24일  | 행복의 조건, 버킷리스트                                       |
| 13   | 2010년 4월 24일  | 15초에 담은 시대의 풍경 - 광고인 박웅현                       |
| 13   | 2010년 4월 24일  | 당신에게만 보이는 음악                                        |
| 14   | 2010년 5월 1일   | 호사카 유지 씨가 독도 수호에 나선 까닭은?                     |
| 14   | 2010년 5월 1일   | 이상봉과의 대화                                               |
| 14   | 2010년 5월 1일   | 펑크밴드로 나이 든다는 것 - 크라잉넛                          |
| 15   | 2010년 5월 8일   | 소록도의 아주 특별한 음악회                                   |
| 15   | 2010년 5월 8일   | 피터가 한옥과 사랑에 빠진 까닭은?                             |
| 15   | 2010년 5월 8일   | '윤미네 집' 이야기                                            |
| 16   | 2010년 5월 22일  | 꿈꾸는 여행자의 집                                            |
| 16   | 2010년 5월 22일  | 영화 찍지, 인생 남기남? - 남기남 감독을 만나다                |
| 16   | 2010년 5월 22일  | 셰린과 빅토르, 탐나는 섬에 반하다                             |
| 17   | 2010년 5월 29일  | 등록금에 대한 어떤 상상                                       |
| 17   | 2010년 5월 29일  | 내 사랑 내 곁에 - 가수 고(故) 김현식 아들 김완제 인터뷰       |
| 17   | 2010년 5월 29일  | 소래, 내 곁에 있어줘요                                        |
| 18   | 2010년 6월 5일   | 수취일, 1년 후에                                              |
| 18   | 2010년 6월 5일   | 어떤 10년, 홍석천 이야기                                      |
| 18   | 2010년 6월 5일   | 길은 학교다 - 로드스쿨러로 산다는 것                          |
| 19   | 2010년 6월 12일  | 오늘 밤 치킨&맥주하고 계십니까?                               |
| 19   | 2010년 6월 12일  | 시대와 불화한 축구 레전드, 고종수를 만나다                    |
| 19   | 2010년 6월 12일  | 촌스러움에 대하여                                             |
| 20   | 2010년 6월 19일  | 트위터, 해보셨나요?                                           |
| 20   | 2010년 6월 19일  | 사랑은 어디에 있는가, 솔로의 제왕 박휘순이 말한다             |
| 20   | 2010년 6월 19일  | 어느 경주마의 삶에 대하여...                                  |
| 21   | 2010년 7월 3일   | 서울대 축구부, 1승 도전기                                     |
| 21   | 2010년 7월 3일   | 그녀들의 월드컵                                               |
| 21   | 2010년 7월 3일   | 지리산고등학교의 어떤 실험                                    |
| 22   | 2010년 7월 10일  | 길고양이를 위한 변명                                          |
| 22   | 2010년 7월 10일  | 들숨과 날숨 사이, 전제덕의 하모니카                           |
| 22   | 2010년 7월 10일  | 마스코트 턱돌이의 행복한 그라운드                             |
| 23   | 2010년 7월 31일  | 미니가 필요해                                                 |
| 23   | 2010년 7월 31일  | 사진에 길을 묻다, 포토그래퍼 안하진                           |
| 23   | 2010년 7월 31일  | 서울에 농부가 산다                                            |
| 24   | 2010년 8월 7일   | 그녀, 다시 덤벨을 들다                                        |
| 24   | 2010년 8월 7일   | 굴러다니는 백과사전, 퀴즈 영웅 임성모를 만나다                |
| 24   | 2010년 8월 7일   | 허먼 가족의 세계여행법                                        |
| 25   | 2010년 8월 14일  | 세상에서 가장 아름다운 선물                                   |
| 25   | 2010년 8월 14일  | 우리 이런 사람이야                                            |
| 25   | 2010년 8월 14일  | 지리산 소년들 기타에 살다                                     |
| 26   | 2010년 8월 21일  | 드림팀의 뜨겨운 여름                                          |
| 26   | 2010년 8월 21일  | 포토영상 에세이 - 당신이 아는 서울, 그리고 당신이 모르는 서울 |
| 26   | 2010년 8월 21일  | 양준혁, 그의 야구를 기억해야 하는 이유                        |
| 27   | 2010년 8월 28일  | 빅이슈를 응원해주세요                                         |
| 27   | 2010년 8월 28일  | 서울 31 여러분의 친절택시, 정태성입니다                       |
| 27   | 2010년 8월 28일  | 안녕! 난 사이야. 너는?                                        |
| 28   | 2010년 9월 4일   | 삼겹살 좋아하세요?                                            |
| 28   | 2010년 9월 4일   | 자연에서 길을 묻다                                            |
| 28   | 2010년 9월 4일   | 내 안의 인화지                                                |
| 29   | 2010년 9월 11일  | 그린 디자이너 아십니까                                        |
| 29   | 2010년 9월 11일  | 박 감독, 무명가수를 부탁해                                    |
| 29   | 2010년 9월 11일  | 세상의 수많은 오토바이들                                      |
| 30   | 2010년 10월 2일  | 우리는 국가대표다 여자 럭비 국가대표팀                        |
| 30   | 2010년 10월 2일  | 인생이 허기질 땐 바다로 가라 소설가 한창훈                    |
| 30   | 2010년 10월 2일  | 발레리노, 세상에서 가장 큰 무대에 서다                        |
| 31   | 2010년 10월 9일  | 불혹 혹은 부록, 마흔의 강을 건너다                            |
| 31   | 2010년 10월 9일  | 단칸방 우주에서 세계를 그리다, 카투니스트 지현곤              |
| 31   | 2010년 10월 9일  | 누구에게나 빈집은 있다                                        |
| 32   | 2010년 10월 16일 | 형님은 오늘도 열심히 공부 중                                  |
| 32   | 2010년 10월 16일 | 세계여자복싱 4대 기구 챔피언 김주희가 웃었다                  |
| 32   | 2010년 10월 16일 | 안녕하세요, ‘알바왕 차탁구’입니다                             |
| 33   | 2010년 10월 23일 | 안녕하십니까. 주유 시작하겠습니다                             |
| 33   | 2010년 10월 23일 | 꿈에게 길을 묻다                                              |
| 33   | 2010년 10월 23일 | 순천만에 가을이 오면                                          |
| 34   | 2010년 10월 30일 | 심장 뛰다, 소아심장센터 사람들                                |
| 34   | 2010년 10월 30일 | 네덜란드에서 온 카레이서, 최명길입니다                        |
| 34   | 2010년 10월 30일 | 학교 가는 길                                                  |
| 35   | 2010년 11월 6일  | 노량진녀와 데이트 어떠세요?                                   |
| 35   | 2010년 11월 6일  | 알통 28호 주먹이 웃겼다                                       |
| 35   | 2010년 11월 6일  | 소주는 코냑이요, 고등어는 갈비라. 캬~                         |
| 36   | 2010년 11월 13일 | 사량도, 그 섬에 시인이 산다                                   |
| 36   | 2010년 11월 13일 | 1895일 만에 웃다, 김소연                                      |
| 36   | 2010년 11월 13일 | 자전거면 충분합니다                                           |
| 37   | 2010년 11월 20일 | 그들이 그라운드를 꿈꾸는 이유                                 |
| 37   | 2010년 11월 20일 | 청춘을 위한 판타지                                            |
| 37   | 2010년 11월 20일 | 풀빵은 여섯 개에 천 원                                        |
| 38   | 2010년 12월 4일  | 꿈꾸는 아이들의 특별한 수업                                   |
| 38   | 2010년 12월 4일  | 서로에게 올인 럭비에 올인 여자럭비 국가대표팀                 |
| 38   | 2010년 12월 4일  | 미지수의 마지막 겨울 이야기                                   |

## 같이 보기
- 다큐멘터리

## 동일 소재 프로그램
- 해피선데이 (KBS 예능본부 제작)
- 과학다큐 비욘드, 자이언트 펭TV (EBS 1TV)
- 히어로 써클 (EBS·스튜디오 티앤티 공동 제작)
- MBC 뉴스특보 (MBC 보도본부 제작)
- 실화탐사대 (MBC TV)
- SBS 뉴스특보, 그것이 알고싶다, 궁금한 이야기 Y, 신발 벗고 돌싱포맨, SBS 뉴스 이슈진단 (SBS TV)
- MBN 뉴스특보 (MBN)
- 이것은 실화다 (TV조선)
- 천일야사, 채널A 뉴스특보 (채널A)
- YTN 뉴스특보 (YTN)
- 연합뉴스TV 뉴스특보 (연합뉴스TV)
- 아르곤 (tvN)
- 진격의 언니들 (채널S)
- 지금은 라디오 시대, 손에 잡히는 경제, 배순탁의 B side, 문화야 놀자, 출발 주말세상 차미연입니다, 모두의 퀴즈생활 서유리입니다, 주말엔 나비인가봐, 마음연구소 (MBC 표준FM)
- 라디오 고해소 비밀번호 1053 (cpbc FM)

## 결방 및 편성 변경 안내
2010년
- 2월 13일 : 설날특선영화 《맘마 미아!》 편성으로 인한 결방.
- 3월 20일 : 연대기 편성으로 인한 결방.
- 5월 15일 : KBS 2TV 주말 드라마 《수상한 삼형제》 연속 편성으로 인한 결방.
- 6월 26일 : 2010 남아공 월드컵 특집 응원 한마당 이제는 8강을 향해 편성으로 인한 결방.
- 7월 17일 ~ 7월 24일 : KBS 파업으로 인해 스페셜 방송분(편집분)으로 대체.
- 9월 18일 : 추석특선영화 《아이언맨》 편성으로 인한 결방.
- 9월 25일 : 추석특선영화 《홍길동의 후예》 편성으로 인한 결방.
- 11월 27일 : 2010 광저우 아시안 게임 폐막식 중계방송으로 인한 결방.